# Nikolai Helk
Nikolai Helk, estonski general, * 1886, † 1941.